# Lợn Mẹo
Lợn Mẹo hay còn gọi là lợn Mèo, heo Mẹo là giống lợn của Người H'Mông, được nuôi tại các hộ gia đình thuộc một số xã miền núi trên địa bàn Nghệ An, Hà Tĩnh, Lào Cai, Yên Bái. Đây là giống lợn đặc biệt, có tầm vóc to lớn, nếu đến những bản làng người Mông ở đuôi dãy Hoàng Liên Sơn, thuộc huyện Mù Cang Chải thuộc tỉnh Yên Bái có thể thường gặp những con lợn khổng lồ đi lại lững thững như những con trâu lùn.

## Truyền thống
Lợn Mẹo được người dân tộc H'Mông nuôi thuần từ rất lâu đời ở vùng rẻo cao khí hậu mát mẻ quanh năm. Lợn Mẹo được hình thành tại vùng núi cao của dãy Trường Sơn, nơi có khí hậu mát mẻ và địa hình đồi núi rộng rãi thích hợp cho thả rông tự do. Qua hàng trăm năm sống ở vùng núi cao, lợn Mẹo đã thích nghi và phát triển tốt trong điều kiện sinh thái, kinh tế và tập quán chăn nuôi của người H'Mông địa phương. Lợn Mẹo được nuôi chủ yếu ở vùng núi tỉnh Nghệ An, tập trung nhiều ở hai huyện Kỳ Sơn và Tương Dương, lợn Mẹo được phổ biến dần xuống các huyện đồng bằng Nghệ An (Anh Sơn, Đô Lương, Nam Đàn) và con đực được lai với các giống địa phương để nuôi kinh tế. Hiện nay, vẫn còn rất phổ biến ở các bản vùng cao miền Tây Nghệ An.
Người Mông có thói quen tự cung tự cấp, nuôi lợn để thịt ăn vào ngày tết, nên nhà nào nuôi nhiều lợn, không ăn hết được, thì có những con lưu cữu trong nhà đến dăm bảy năm, có con già đến rụng hết răng mà vẫn chưa bị thịt. Mặc dù người Mông còn nghèo, thiếu ăn, song ít khi họ bán những con lợn khổng lồ này. Họ thường nuôi đến tết để mổ thịt, cả nhà cùng ăn, họ sẽ ăn lòng phèo trước còn thịt xẻ ra thành từng miếng dài, treo trên gác bếp tầng tầng lớp lớp lên tận mái nhà, khói từ bếp củi cháy quanh năm suốt tháng sẽ bảo vệ những miếng thịt khỏi sự xâm nhập của vi khuẩn. Người Mông thường treo thịt lên gác bếp để ăn dần. Ngày Tết thì họ mổ lợn ăn uống linh đình.

## Đặc điểm
Tầm vóc to, thể hình cứng cáp, bốn chân đứng thẳng đó là đặc điểm nổi bật của giống lợn này đặc điểm này rất hiếm thấy trong các giống lợn ở Việt Nam. Lợn Mẹo có tầm vóc khá lớn, trường mình, phát triển cân đối. Lông da màu đen, da dày, lông dài và cứng, thường có 6 điểm trắng ở 4 chân, trán và đuôi, một số có loang trắng ở bụng. Đầu to, rộng, mặt hơi gãy, trán dô và thường có khoáy trán, mõm hơi dài, tai vừa phải và hơi chúc về phía trước. Vai rộng, lưng dài rộng, phẳng hoặc hơi vồng lên. Phần hông rộng và phẳng, mông rộng và chiều cao mông thường cao hơn vai. Bụng lợn to, dài nhưng không sệ. Chân lợn cao, thẳng, vòng ống thô, đi đứng trên hai ngón trước.
Lợn Mẹo có khả năng cho thịt tương đối cao với tỷ lệ móc hàm 83,53%, tỷ lệ xẻ 72,26%, diện tích cơ lưng 104,82 cm2. Dày mỡ lưng 5,41 cm; Dày da 0,54 cm. Thịt lợn Mẹo có tỷ lệ protein rất cao, từ 21,36 đến 21,73 %; tỷ lệ lipid từ 2,72 ở cơ mông đến 7,72% cơ vai. Thịt lợn Mẹo có mùi thơm, dai, vị rất ngọt và tính ngon, thịt lợn Mẹo lại chắc, thơm, ngon ngọt vì thế được nhiều người sử dụng và xem như là loại đặc sản. Thức ăn chủ yếu của lợn là rau xanh và củ quả, được vận động tự do nên lợn Mẹo có sức chịu kham khổ bệnh tật cao, ăn tạp dễ nuôi.
Riêng Lợn Mẹo được người Mông nuôi, có tầm vóc khá lớn, trường mình, phát triển cân đối. Lông da màu đen, da dày, lông dài và cứng, thường có 6 điểm trắng ở 4 chân, trán và đuôi, một số có loang trắng ở bụng. Phần hông rộng và phẳng, mông rộng và mông thường cao hơn vai. Chân lợn cao, thẳng, đi đứng trên hai ngón trước. Tầm vóc to, thể hình cứng cáp, bốn chân đứng thẳng là đặc điểm nổi bật của giống lợn này, và rất hiếm thấy trong các giống lợn nước ta. Lợn Mẹo đã được bảo tồn thành công ở Nghệ An.
Có những con lợn Mông nuôi 6-7 năm, nặng đến 2-3 tạ, những chú lợn khổng lồ, nặng hơn 2 tạ, nhiều con to như con nghé, lông to như que tăm, xoắn xuýt lấy nhau, răng nanh dài cả gang tay cong vút nhìn dễ sợ. Chúng to và béo đến nỗi, lưng võng xuống, tạo ra mặt phẳng, để xô nước trên lưng mà không đổ. Nhiều con to, béo quá, khi cho ăn, bụng nặng đến nỗi không đứng lên được, chân cứ khuỵu xuống, bụng tràn xuống đất. Khi chúng ít vận động, thì mỗi ngày lại béo hơn, chúng béo đến nỗi da căng, thân tròn lẳn. Những con lợn này có lớp mỡ dày đến nửa gang tay. Nhiều người dưới xuôi nhìn thấy lợn đen của người Mông toàn mỡ thì rất sợ, nhưng mỡ của chúng rất giòn, bùi, không ngán như mỡ lợn thông thường. Thịt của chúng cũng có màu thẫm, dù những con lợn nặng đến cả tạ, thậm chí 2-3 tạ, nhưng nững rẻ xương lại rất nhỏ, dẹt, thịt của lợn đen thì mềm, ngọt, thậm chí được đánh giá cao hơn cả thịt lợn rừng.

## Sinh trưởng
Lợn Mẹo được nuôi chủ yếu trong điều kiện thả rông quanh năm, ít được chăm sóc của con người nên tốc độ sinh trưởng chậm, thời gian nuôi kéo dài, có khi đến 2-3 năm tuổi. Nhiều con lợn được nuôi trên 2 năm có khối lượng lớn từ 200–300 kg. Lợn đực có thành thục sinh dục sớm, có thể nhảy cái lúc 4-5 tháng tuổi, nhưng lợn cái thành thục sinh dục muộn, tới 8-9 tháng tuổi mới động dục, cá biệt có con tới 1 năm tuổi mới động dục lần đầu. Lợn đực Mẹo có phẩm chất tinh khá tốt và ổn định qua theo dõi từ lúc 8-9 tháng đến 2 năm tuổi.
Lợn có tuổi động dục lần đầu 8,13 tháng muộn, chu kỳ động dục 27,53 ngày và thời gian kéo dài động dục là 3,93 ngày. Khoảng cách 2 lứa đẻ trung bình 234,53 ngày. Lợn Mẹo có thời gian mang thai trung bình là 114,26 ngày và thời gian động dục trở lại sau đẻ là 7,8 ngày. Lợn nái có khối lượng trung bình 44,2 kg, vòng ngực 84,06c m, thân dài 90,13 cm. Nái cơ bản có kết quả tương ứng là 65,46 kg; 95,86 cm; 102 cm. Khối lượng sơ sinh của lợn con 0,47 kg. Số con đẻ ra/lứa 5,13 con. Số con còn sống sau cai sữa 4,0 con; Khối lượng sau cai sữa 4,83 kg.

## Chăn nuôi
Người Mông có thói quen nuôi lợn lạc hậu, hoàn toàn hoang dã tạo ra bản sắc đặc biệt. Họ không xây dựng chuồng trại kiên cố, mà thả rông cho chúng tự kiếm sống. Người Mông nuôi lợn kiểu hoang dã, lúc còn nhỏ, chúng chạy lông nhông quanh nhà, không dám đi đâu xa. Lớn lên, chúng tiến sâu vào rừng để đào bới, chui vào các nương ngô, nương sắn dũi đất. Để chúng không đi được xa, không chui rúc được vào rừng sâu, phá nương rẫy, người ta đeo cho chúng cái gông hình tam giác khá to ở cổ, với cái gông ấy, chúng chỉ loanh quanh kiếm ăn được ở chỗ đất trống, không sợ đi lạc do đã bị đeo gông vào cổ nên chúng không đi xa được, nên cứ đóng gông vào cổ chúng, rồi thả loanh quanh ở nương nhà.
Khi những con lợn này lớn, thì nhốt vào dãy chuồng tạm bằng gỗ ở trước nhà, hàng ngày, nấu sắn, ngô, hái rau rừng ném vào cho chúng ăn, lợn nuôi bằng cám tăng trọng chỉ vài tháng là xuất chuồng, nhưng với lợn đen của đồng bào Mông, thì vài tháng có khi chỉ mới bằng cái phích. Lợn thường được đeo gông đến khi nặng khoảng 1 tạ, thì bị nhốt vào chuồng. Khi ở trong chuồng, chúng được gia chủ cho ăn ngô, sắn sống, hoặc nấu thành bột cho chúng ăn, thỉnh thoảng chúng được bổ sung thêm bỗng rượu. Đàn lợn của người Mông tự ủi đất kiếm ăn, hoặc may lắm thì được chủ ném cho củ sắn, bó ngô để nhai, chúng sống nhờ cơm thừa, canh cặn. 